# زاك عبدل
زاك عبدل هو مدرب رياضي مصري، ولد في 20 يوليو 1961.